# 萊瓦瑟河 (因根博爾)
46°59′38″N 8°36′02″E / 46.99381°N 8.60065°E

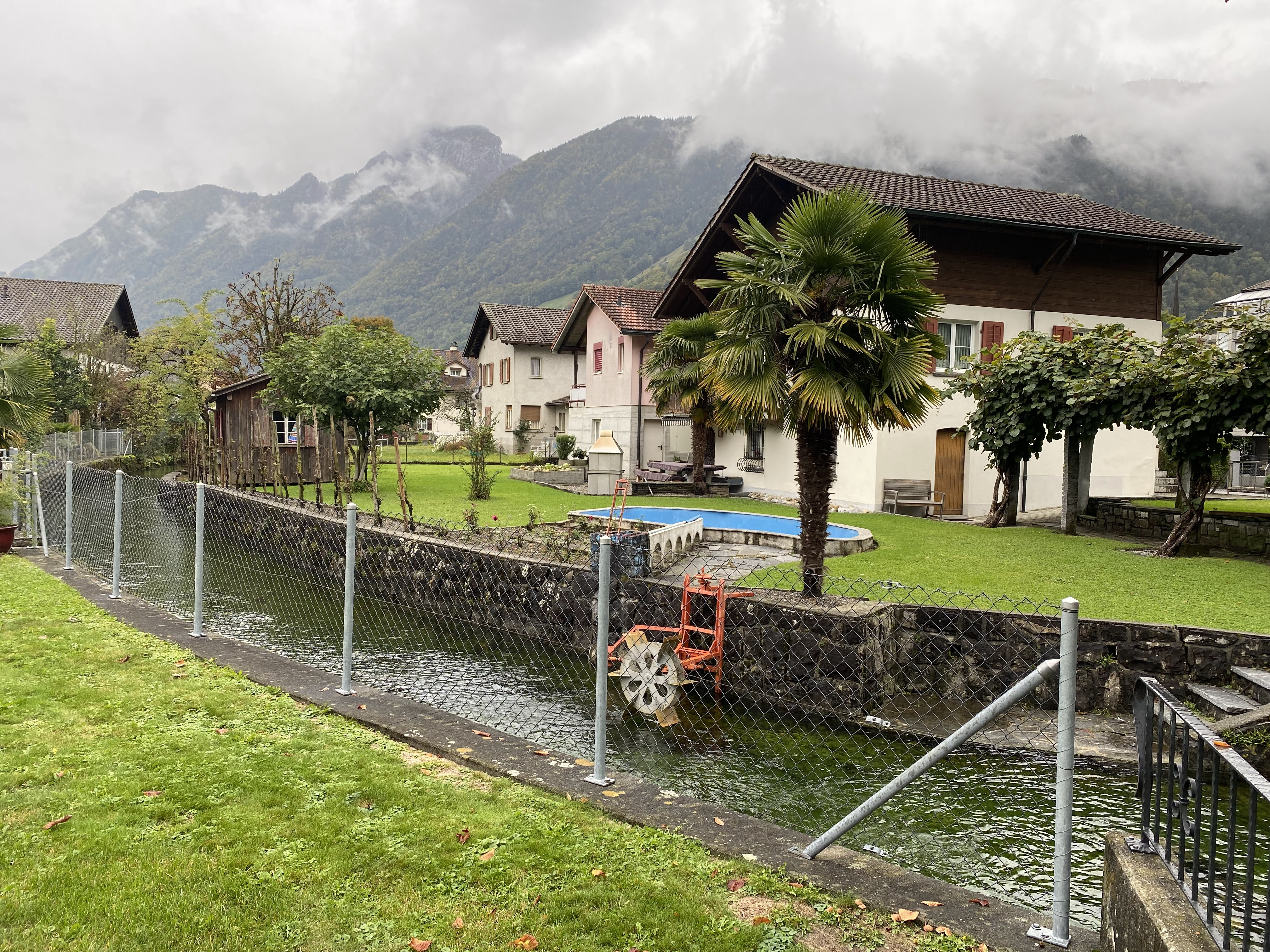

萊瓦瑟河是瑞士的河流，位於該國中部，流經施維茨州，屬於羅伊斯河的支流，處於因根博爾，河道全長2.8公里，流域面積6.1平方公里，河口處在布魯嫩。